# Zářnoočko Websterovo
Zářnoočko Websterovo (Aapticheilichthys websteri) je paprskoploutvá ryba z čeledi živorodkovití (Poeciliidae).
Druh byl popsán roku 2007 francouzským ichtyologem Jeanem Henrim Huberem.

## Popis a výskyt
Obě pohlaví této ryby dosahují max. délky 3,1 cm.
Vykazuje barevné a morfologické podobnosti s druhem zářnoočko příčnopruhé (Aplocheilichthys spilauchen). Zbarvení ryby obou pohlaví je stříbrné až zlaté s mnoha tmavými malými skvrnami. Od druhů rodu štikovec (Procatopus), zářnoočko (Plataplochilus) a Rhexipanchax se odlišuje ostřejšími ústy.
Po rozmnožování je inkubační doba jiker dva týdny. Ryby se seskupují v hejnech po desítkách bez rozdílu stáří a dominance. Podle současných poznatků několik jedinců mohlo projít změnou pohlaví.
Nalezištěm byl Akaka Camp v Národním parku Loango v Gabonu, v 10 metrů široké a 1 metr hluboké řece lesa.